# 坂井順行
坂井 順行（さかい まさゆき、1938年（昭和13年）12月5日 - 2006年（平成18年）2月7日）は、日本の運輸官僚。元運輸省港湾局長。

## 略歴
- 1964年（昭和39年）：京都大学大学院工学研究科修士課程修了
- 1964年（昭和39年）4月：運輸省入省
- 1982年（昭和57年）4月：経済企画庁総合計画局計画官
- 1984年（昭和59年）7月：運輸省航空局飛行場部計画課長
- 1985年（昭和60年）6月：運輸省港湾局計画課長
- 1988年（昭和63年）9月：運輸省第一港湾建設局長
- 1990年（平成2年）4月：運輸省第二港湾建設局長
- 1991年（平成3年）9月：運輸省港湾局技術審議官
- 1992年（平成4年）4月：運輸省大臣官房技術審議官
- 1993年（平成5年）1月：運輸省港湾局長
- 1994年（平成6年）8月：株式会社沿岸環境開発資源利用センター代表取締役社長
- 1999年（平成11年）11月：特定非営利活動法人リサイクルソリューション理事長
- 2001年（平成13年）6月：株式会社横浜国際平和会議場取締役
- 2002年（平成14年）4月：株式会社建設資源広域利用センター取締役
- 2006年（平成18年）2月7日：肝硬変のため死去

## その他役職
- 財団法人 港湾空港建設技術サービスセンター理事長
- 社団法人 海洋調査協会会長
- 中部国際空港株式会社 技術顧問
- JFEエンジニアリング株式会社特別顧問
- 日本港湾空港建設協会連合会会長
- 社団法人 日本港湾協会副会長